# エヴァレット・ダークセン
エヴァレット・マッキンリー・ダークセン（Everett McKinley Dirksen, 1896年1月4日 - 1969年9月7日）は、アメリカ合衆国の政治家。連邦下院議員（1933年 - 1949年)、連邦上院議員（イリノイ州選出、1951年 - 1969年）。上院少数党院内総務（1959年 - 1969年）。所属政党は共和党。彼の娘はハワード・ベーカーの最初の夫人である。また1964年の公民権法の提案者。

## 生い立ち
イリノイ州ペキンに生まれる。ミネソタ大学を卒業後、第一次世界大戦には陸軍士官として従軍し、西部戦線で活躍した。

## 初期の経歴
1927年、ダークセンはペキン市議会議員に選出され、政治家としての一歩を踏み出す。1928年には連邦下院議員選挙に立候補するが落選する。1932年に再挑戦し当選を果たす。彼の下院議員としての任期中に、第二次世界大戦が勃発する。第二次世界大戦中に議員のスタッフの増員を求める活動を行い、これを実現させる。1948年には改選を迎えるが、健康問題を理由に再出馬を断念した。

## 上院の指導者として
体調が回復した後、1950年に上院議員選挙に立候補し、当選を果たした。上院で、ダークセンはトルーマン政権の国内政策、社会保障プログラムを含むいわゆる「フェア・ディール政策」への厳しい批判者として知られた。特に予算の膨張には強く抗議した。また、強硬な反共主義者で、朝鮮戦争における主戦派、さらに親台派の議員として知られた。1952年の共和党の大統領候補者指名争いでは、はじめロバート・タフト上院議員を支持していたが、後にドワイト・アイゼンハウアー元帥支持へと転向した。アイゼンハウアー政権が誕生すると、上院における最大の政権支持者として頭角を現す。
1959年、ウィリアム・ノーランド上院院内総務がカリフォルニア州知事選挙に立候補、敗北し上院議員を辞任したのに伴い空席となった共和党上院院内総務に立候補した。この際、党内穏健派のジョン・シャーマン・クーパー上院議員を降して院内総務に就任した。彼が院内総務を務めた時期は、共和党の党勢が最も衰えた時期にあたるが、彼は若手議員に上院共和党の重要ポストを与え、党の若返りを図った。さらに党内の様々な派閥をうまく統制し、党の結束に成功した。こうしてダークセンは共和党の最も困難な時期を乗り切り、党勢の回復につなげた。

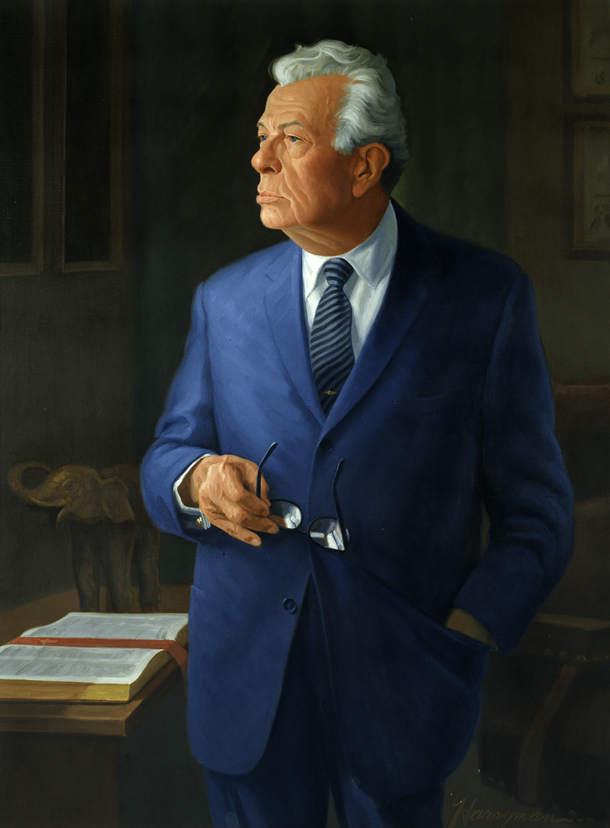
エヴァレット・ダークセン(1896-1969)

1963年にリンドン・ジョンソンが大統領に就任すると、包括的な公民権法の制定の動きが加速した。こうした動きは南部出身の民主党議員により主に妨害されるのが常であった。ダークセンはジョンソン大統領、マイケル・マンスフィールド民主党上院院内総務らと党派を超えて協力し、1964年公民権法を成立させるのに最も大きな役割を果たした人物である。同法案は、ジョンソン政権の強い意向で法案化された。しかし、南部選出の民主党議員を中心とした反対勢力の強い抵抗にあった。ダークセンは賛否を決めかねている議員を賛成に引き込むべく、下院側、議会民主党、政権と協力し、法案の重要部分に触れることなく細かい修正を施した。最終的に彼は同法案の提出者となった。同法案は共和党議員と北部選出の民主党員の大部分の賛成により、可決された。この法案は南部諸州での人種隔離政策を終わらせ、人種平等に道を開き、一連の公民権法のうち最も包括的で、画期的なものであった。ダークセンは公民権問題ばかりでなく、ヴェトナムへの介入に関してもジョンソン大統領の最大の協力者であった。しかし、そのほかの「偉大な社会」計画に関しては反対した。ダークセンはジェラルド・フォード下院院内総務と共に定期的にテレビ出演し、共和党の代案を提案した。この「エヴ・アンド・ジェリー・ショー」は大きな反響を呼んだ。彼は1966年に公立学校で組織的な祈りを許可する憲法修正条項を提出したが、これは政教分離の原則に反すると看做され、否決された。

## 死
1969年、ダークセンは上院議員及び上院少数党院内総務に在職のまま死去した。
ダークセンは美声で有名であり、朗々とよく響くバスの声での演説等を記録したレコードを4枚残している。このうちの1枚はグラミー賞の最優秀ドキュメンタリー賞を受賞している。
上院の議員会館のうち1つは、彼の功績を称えて1972年にエヴァレット・マッキンリー・ダークセン上院議員会館と命名された。